# Emlékképek (film)
Az Emlékképek (eredeti cím: Powidoki) 2016-ban bemutatott lengyel filmdráma. 
A történet középpontjában Władysław Strzemiński lengyel avantgárd festő áll, Boguslaw Linda alakításában. Rendezője Andrzej Wajda, akinek ez volt az utolsó filmje, mert a bemutatásó után nem sokkal meghalt.
A filmet Magyarországon 2017. május 4-én mutatták be, Lengyelországban pedig 2016. szeptember 22-én.

## Szereplők
| Színész                | Szerep                |
| ---------------------- | --------------------- |
| Boguslaw Linda         | Władysław Strzemiński |
| Aleksandra Justa       | Katarzyna Kobro       |
| Zofia Wichlacz         | Hania                 |
| Bronislawa Zamachowska | Nika                  |
| Mariusz Bonaszewski    | Madejski              |
| Krzysztof Pieczynski   | Julian                |